# 브로츠와프 동물원
브로츠와프 동물원(폴란드어: Ogród Zoologiczny we Wrocławiu)은 폴란드 돌니실롱스크주 브로츠와프에 있는 동물원이다. 폴란드에서 가장 오래된 동물원으로, 1865년 브로츠와프가 프로이센의 일부였을 때 브레슬라우 동물원이라는 이름으로 처음 문을 열었다. 제2차 세계 대전 중에  문을 닫았다가 다시 열렸고 파괴되었다. 제2차 세계 대전 이후 재건되어 1948년에 재개장하였다. 동물 종의 수로는 세계에서 세 번째로 가장 많은 동물원이다.
브로츠와프 동물원은 폴란드에서 가장 많이 방문하는 동물원이며 유럽에서는 다섯 번째로 많이 방문하는 동물원이다.

## 사진

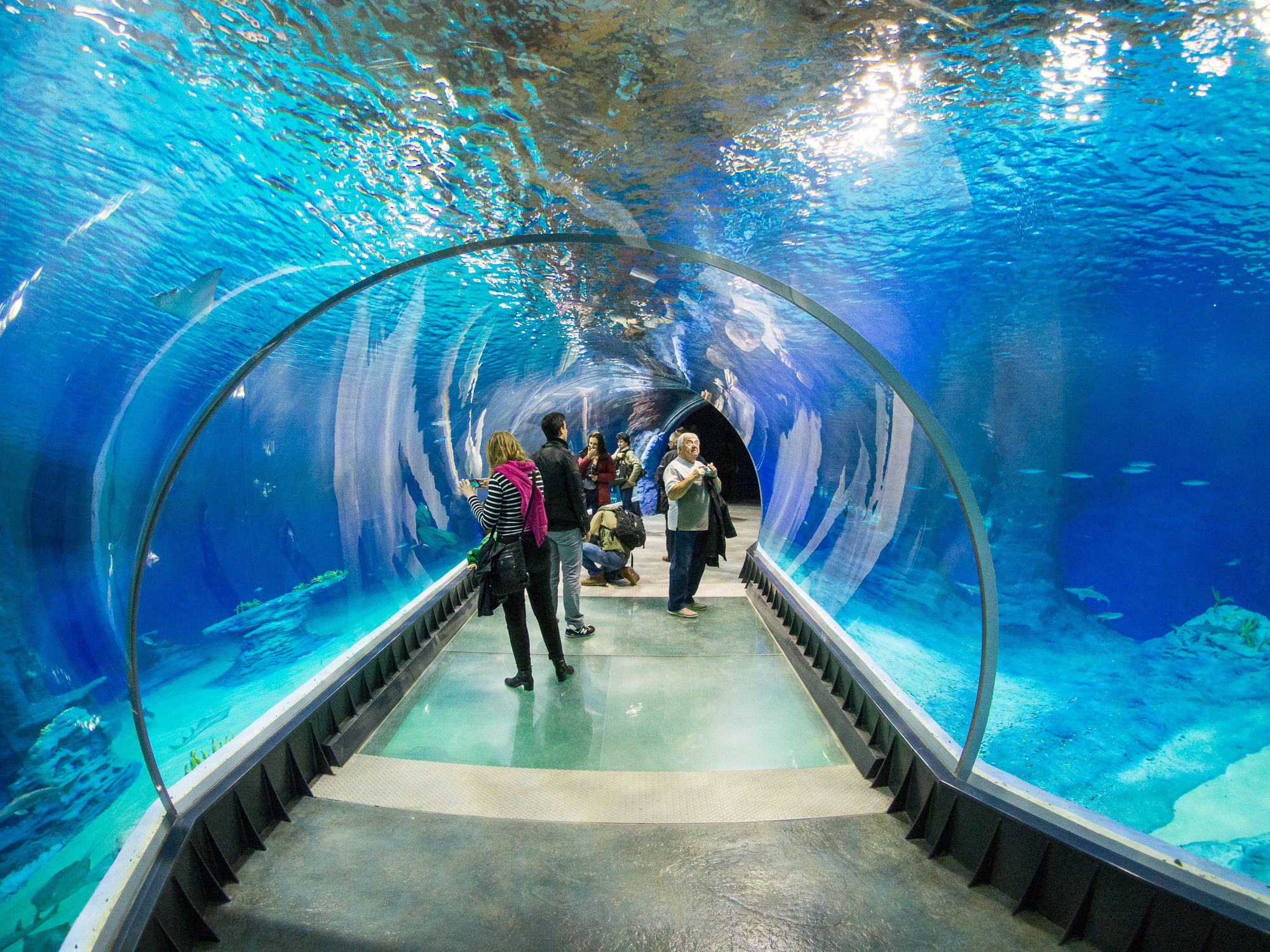
아쿠아리움 터널
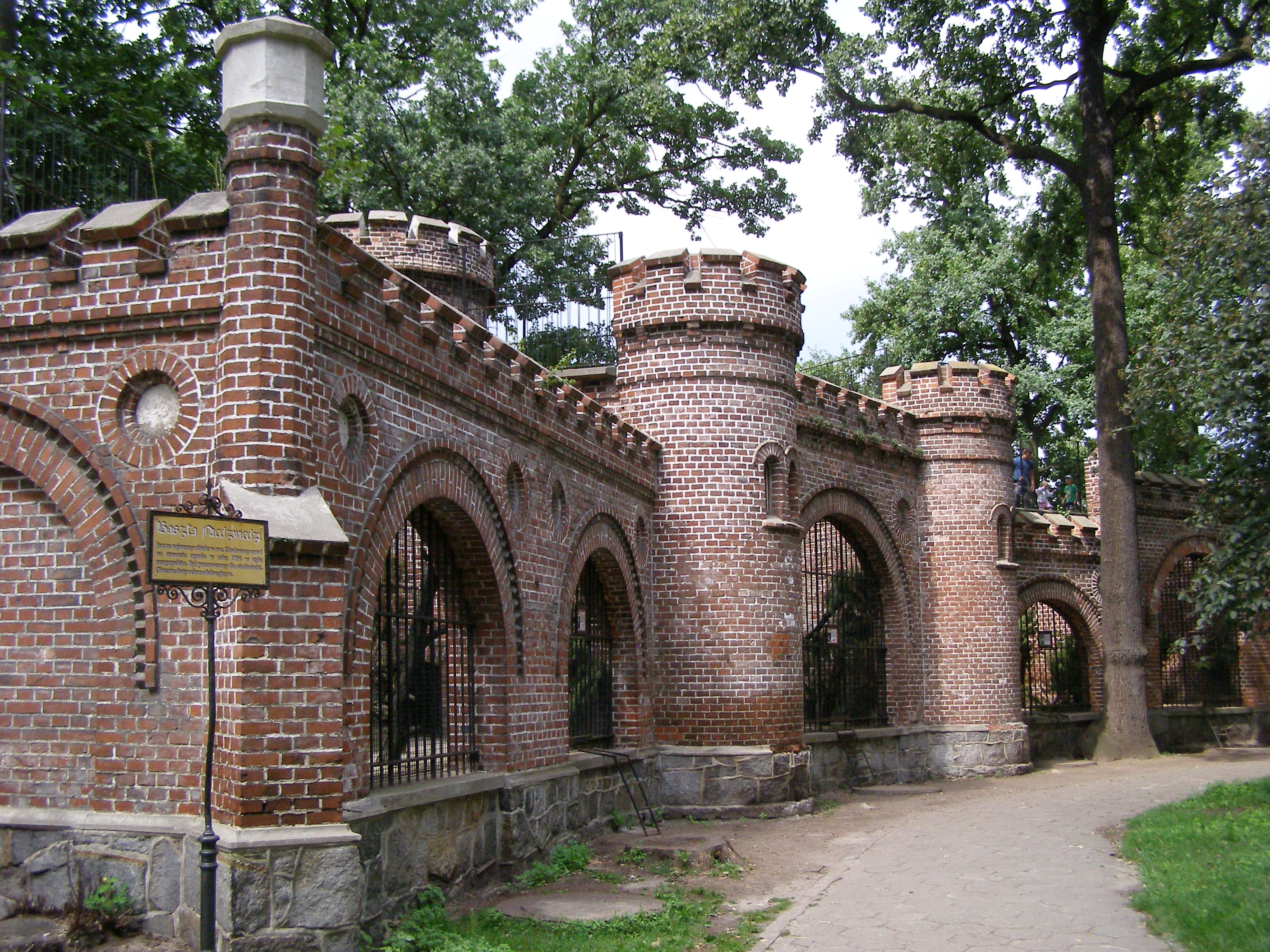
곰 사육지
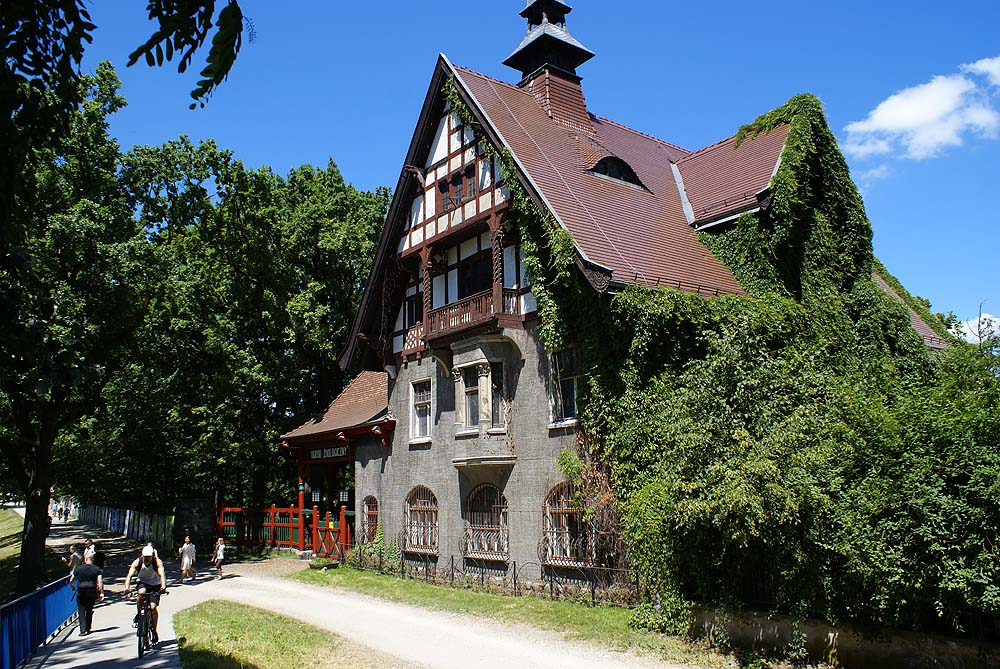
동물원 관리 건물
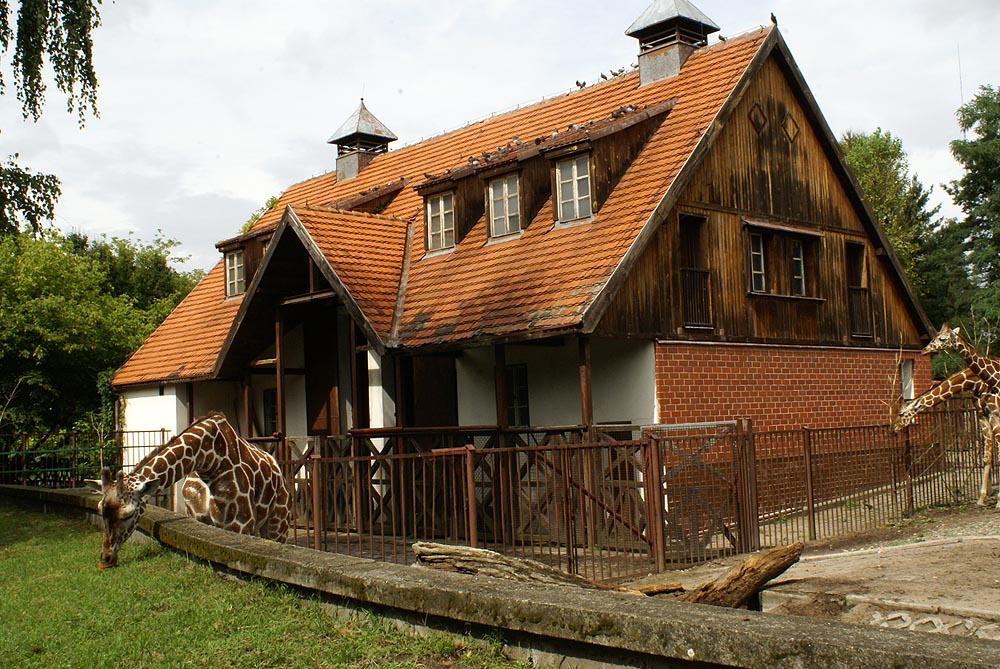
기린
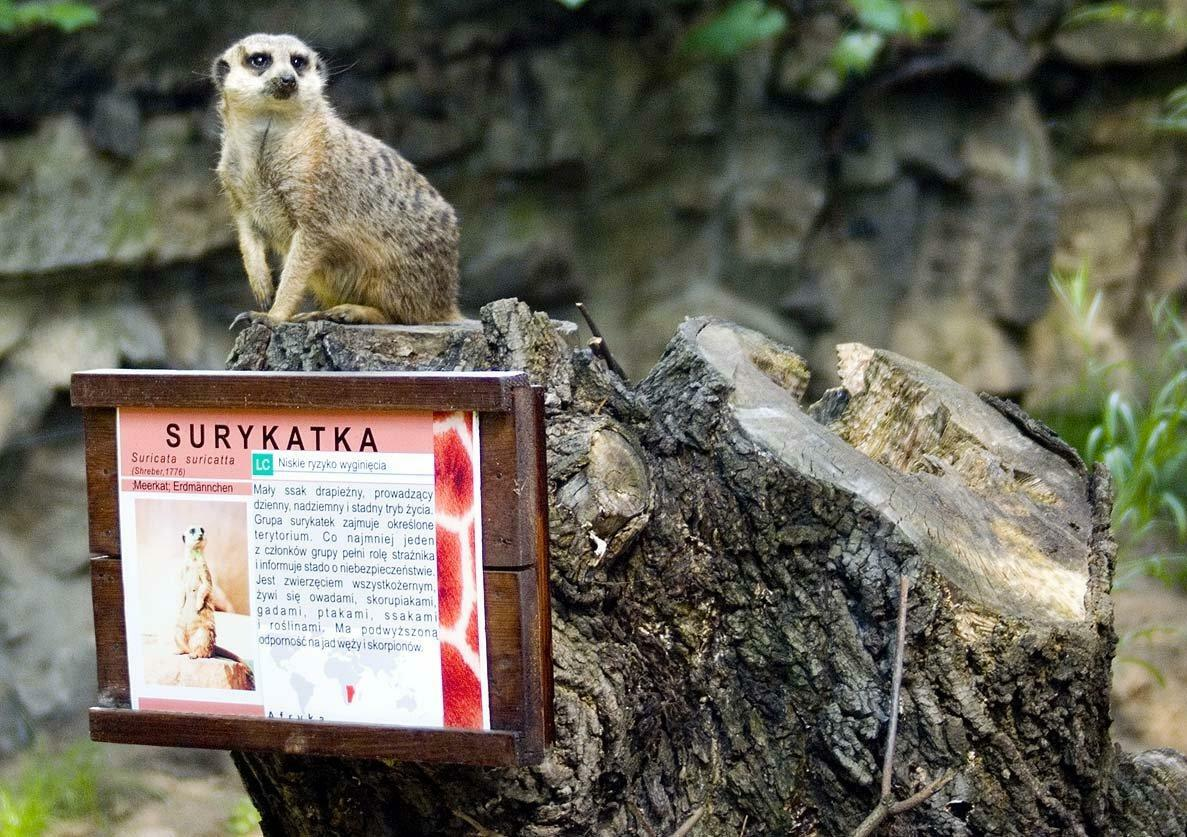
미어캣
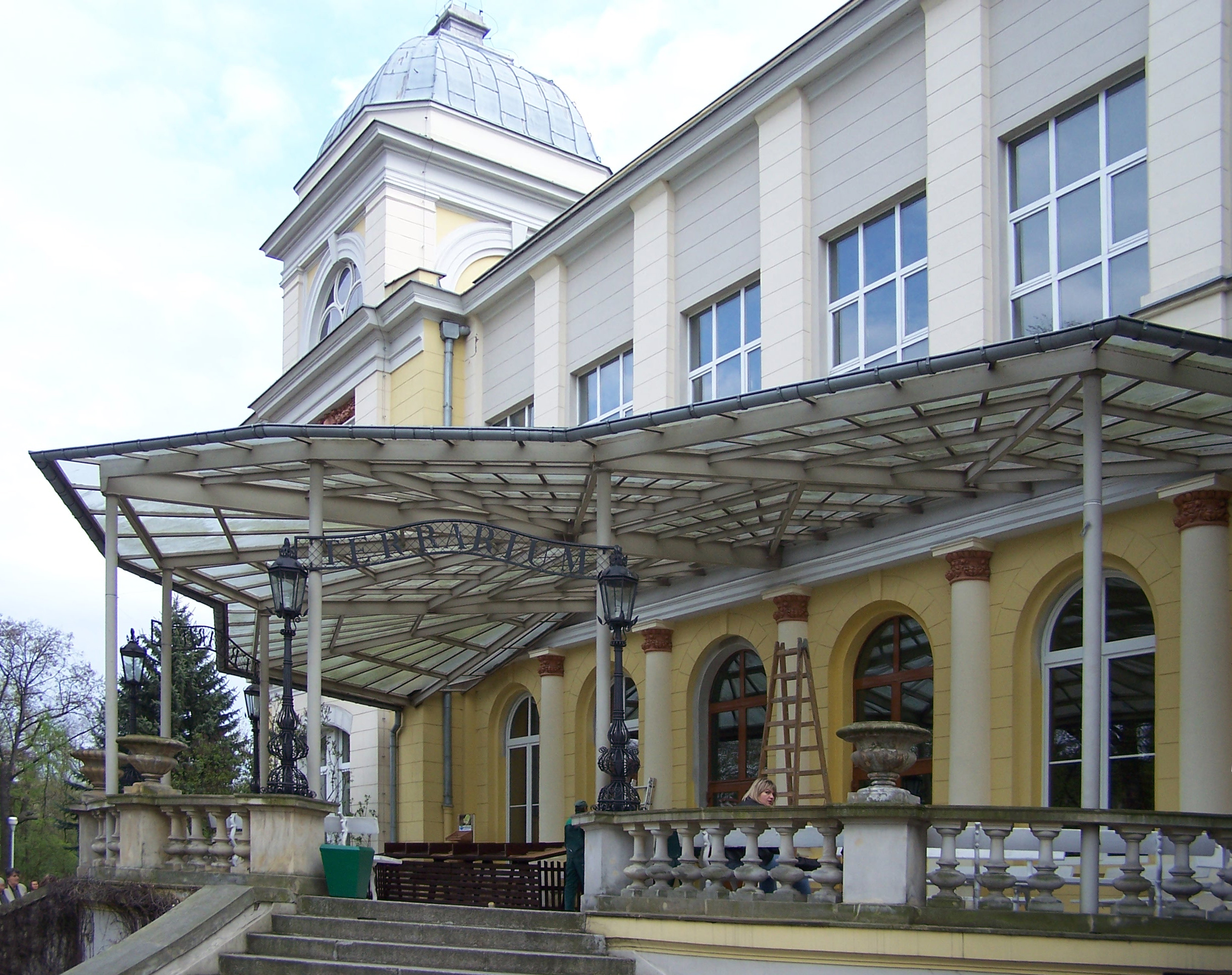
테라리움 건물
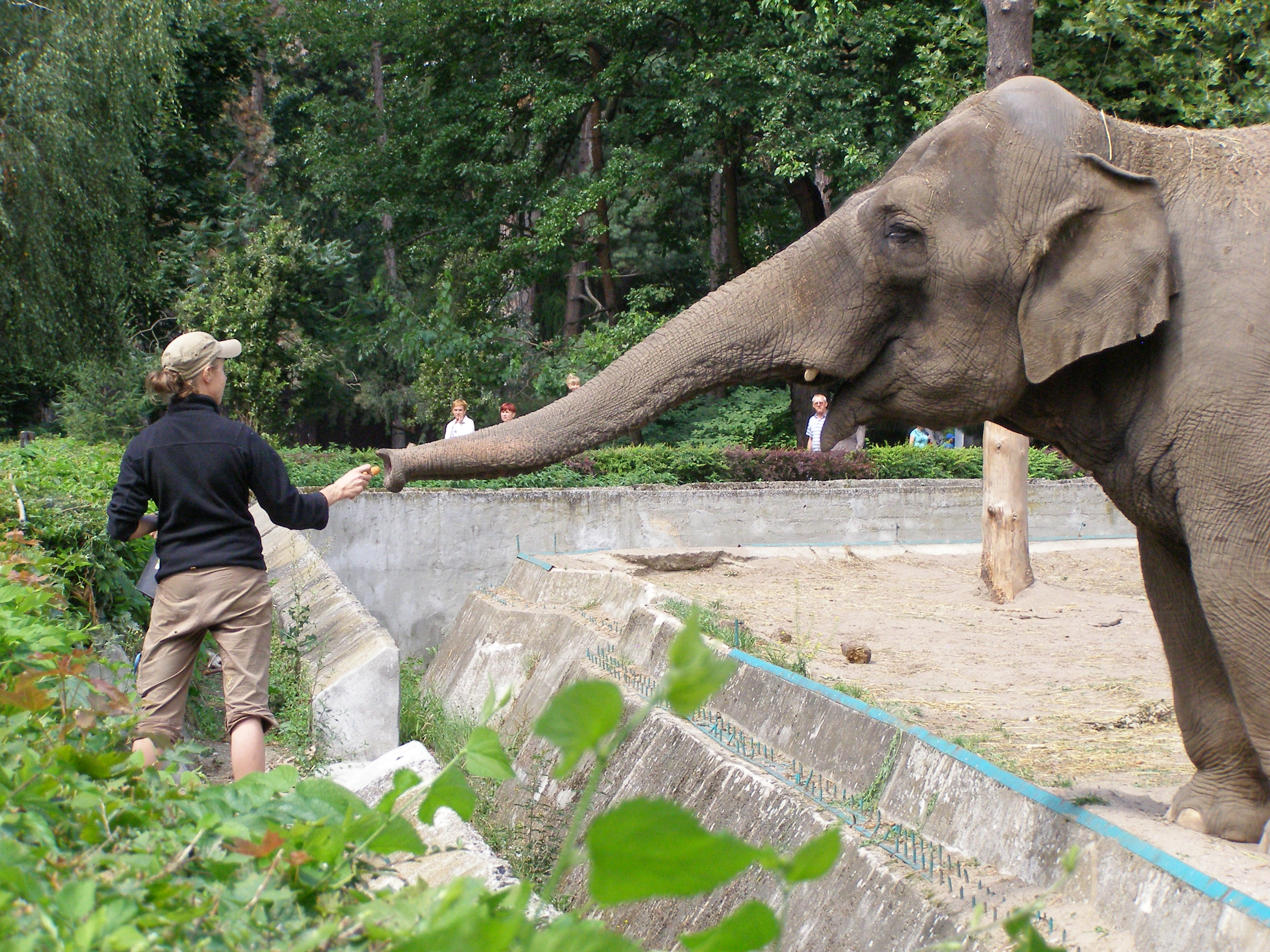
인도코끼리
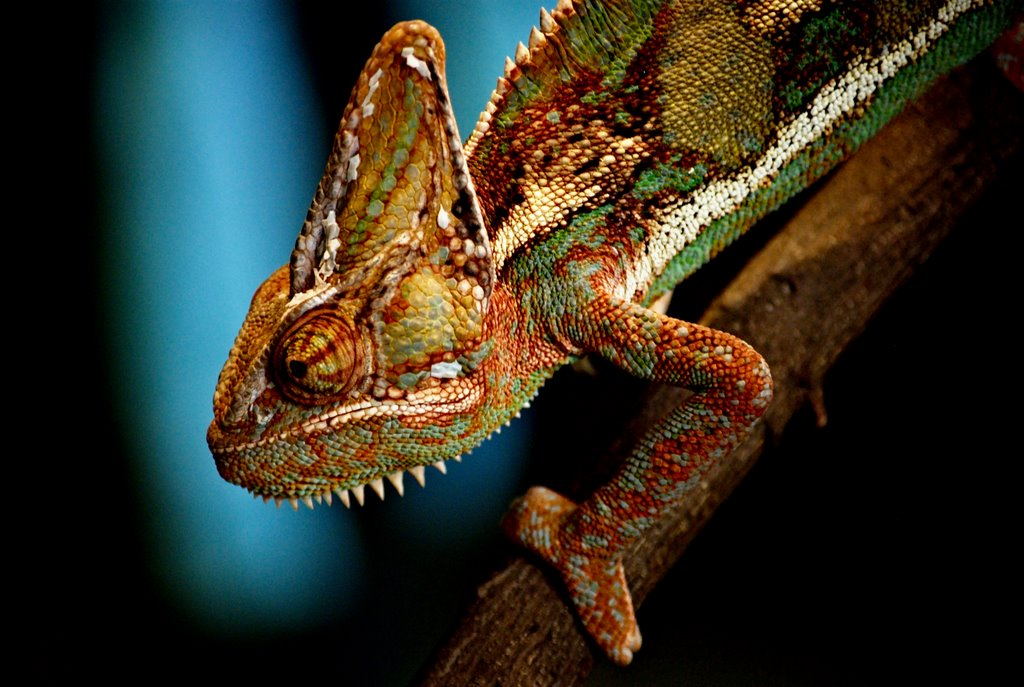
카멜레온
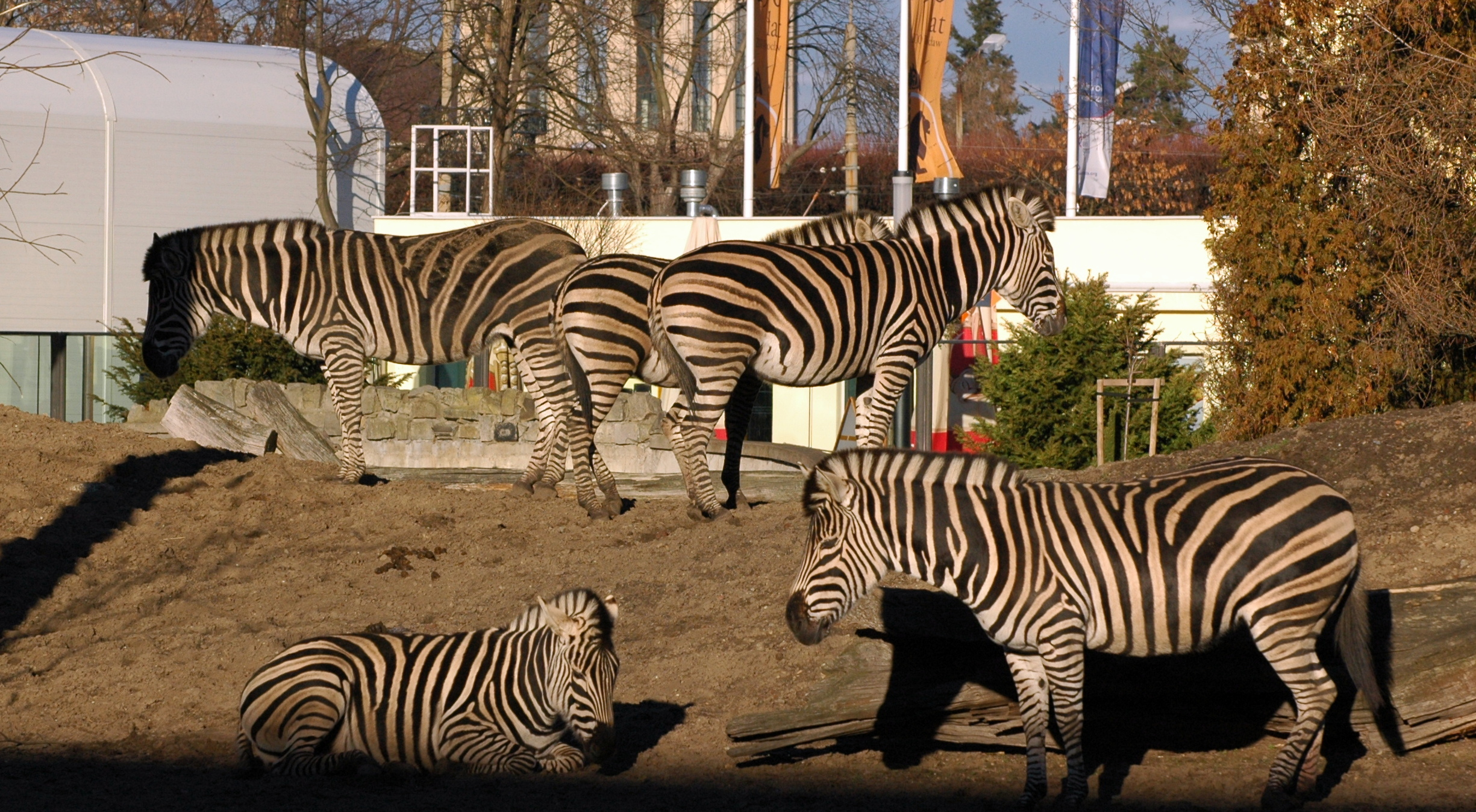
얼룩말
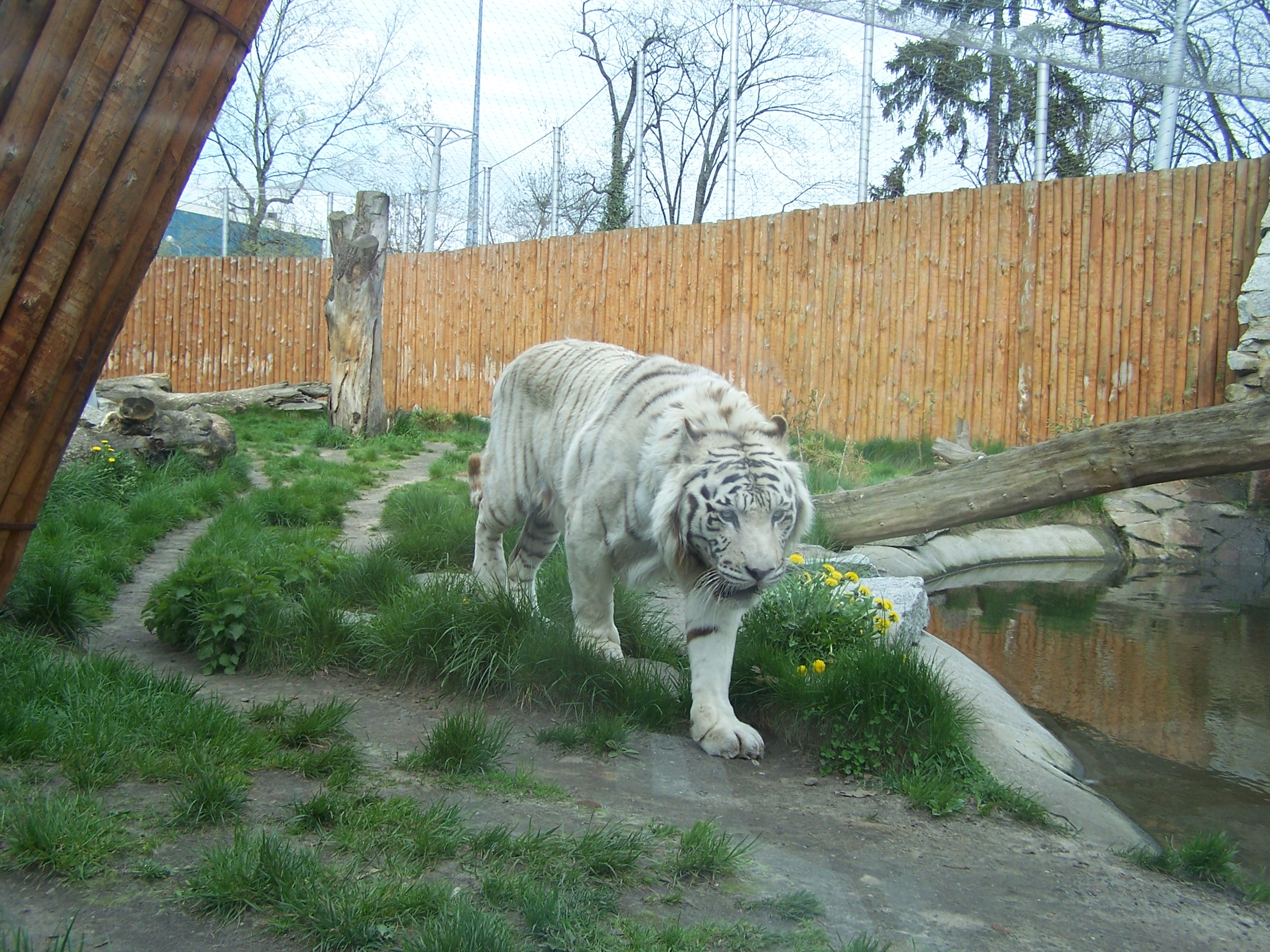
흰호랑이
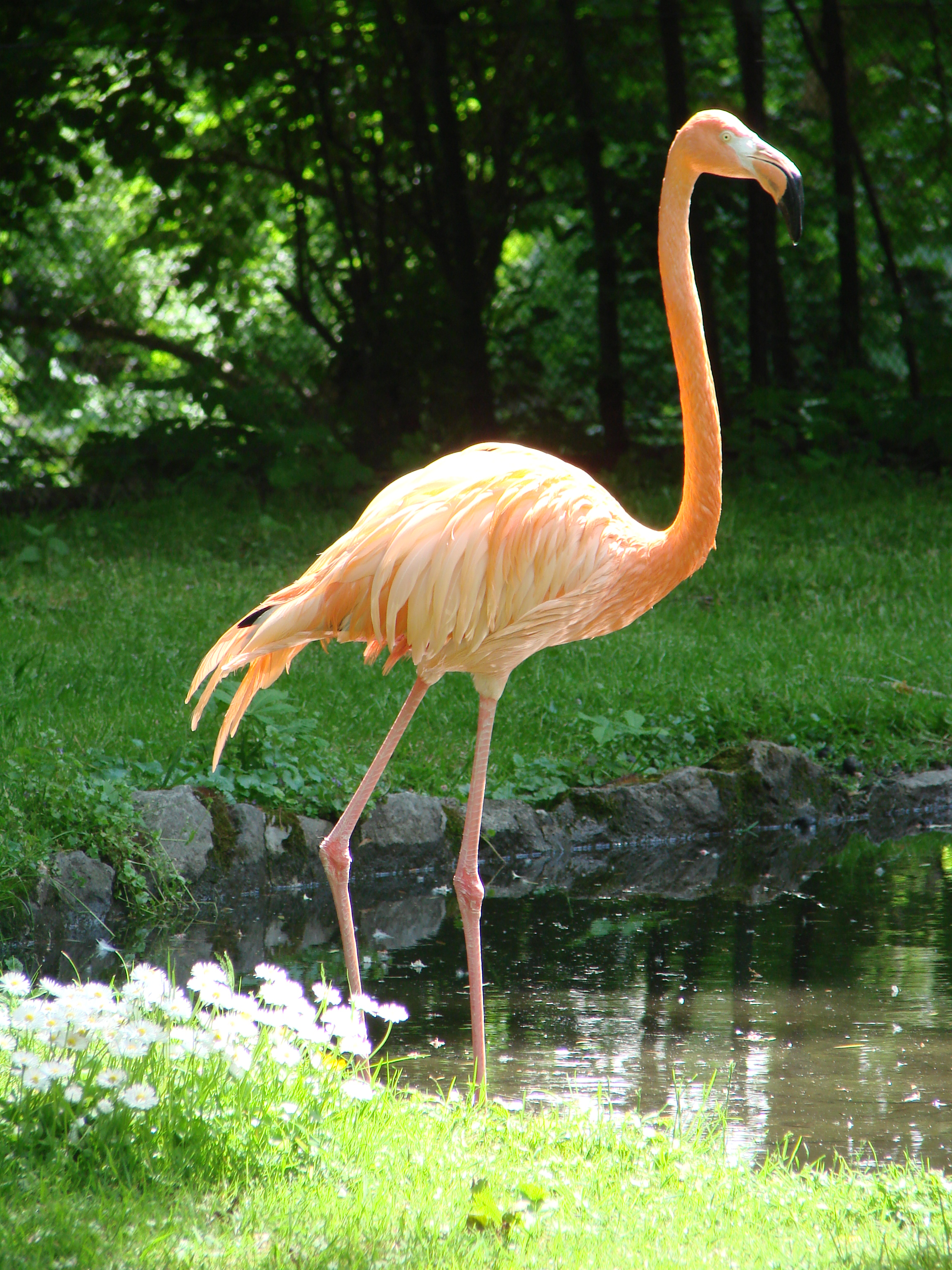
쿠바홍학
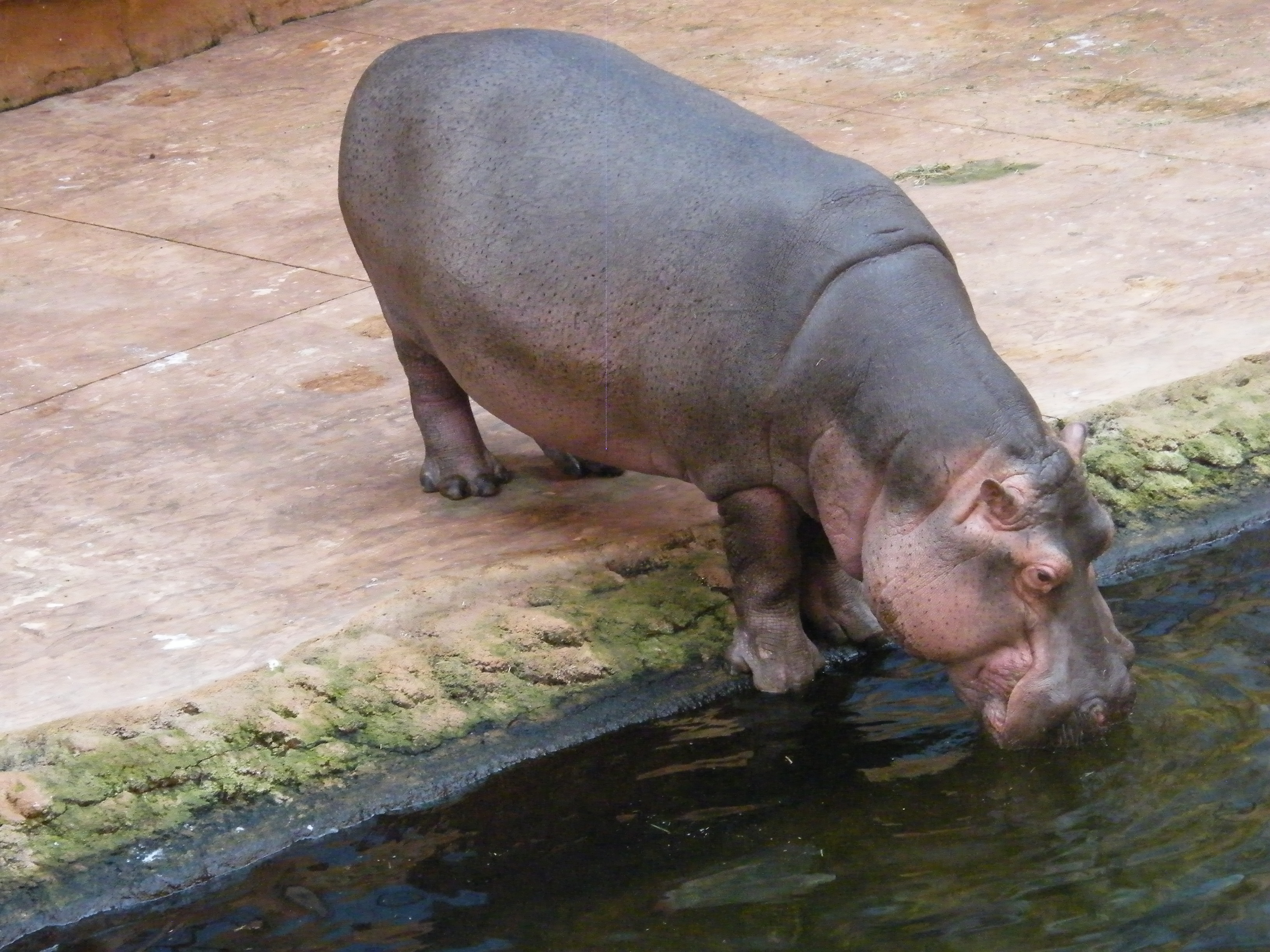
하마
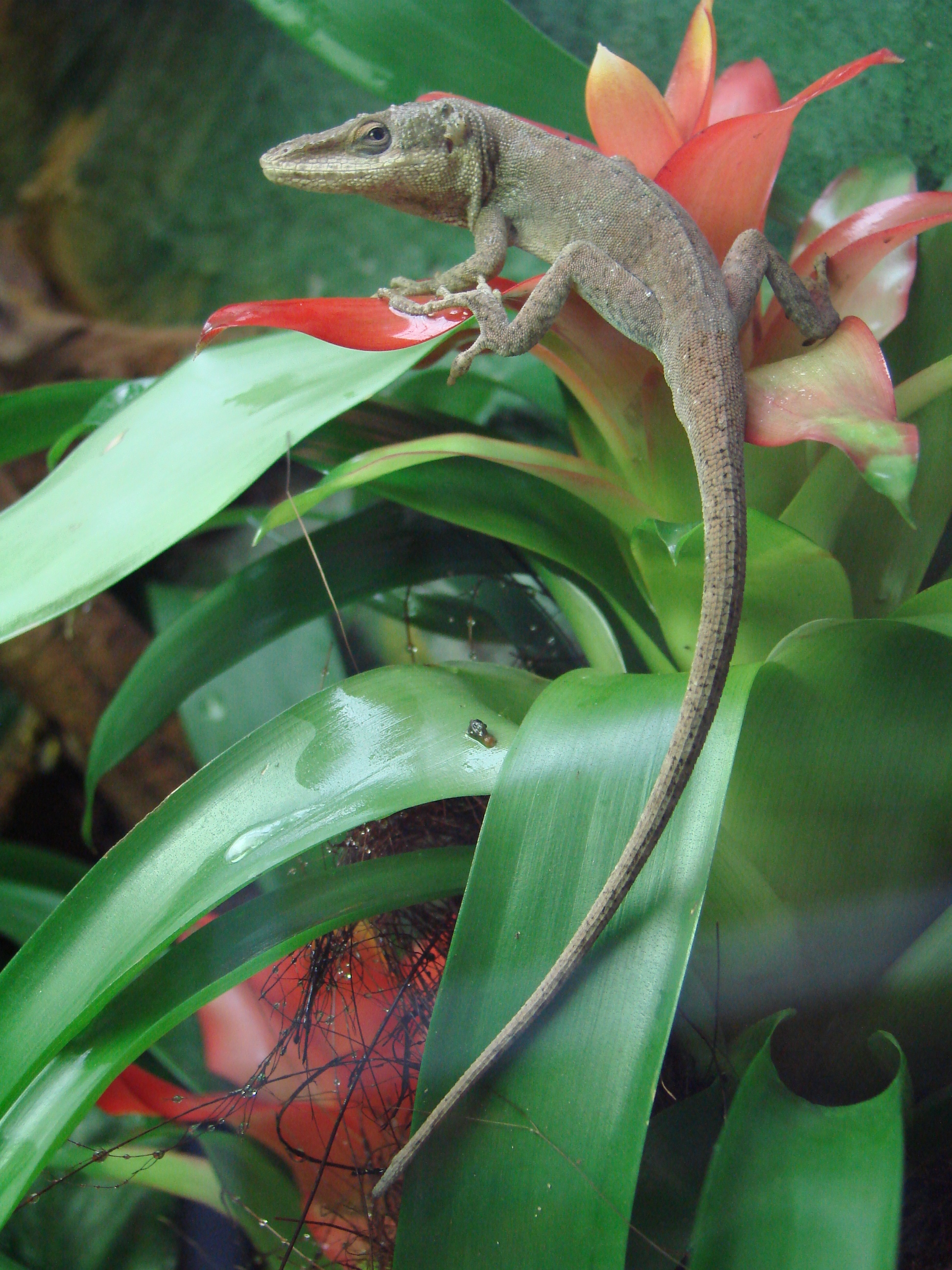
녹색아놀도마뱀
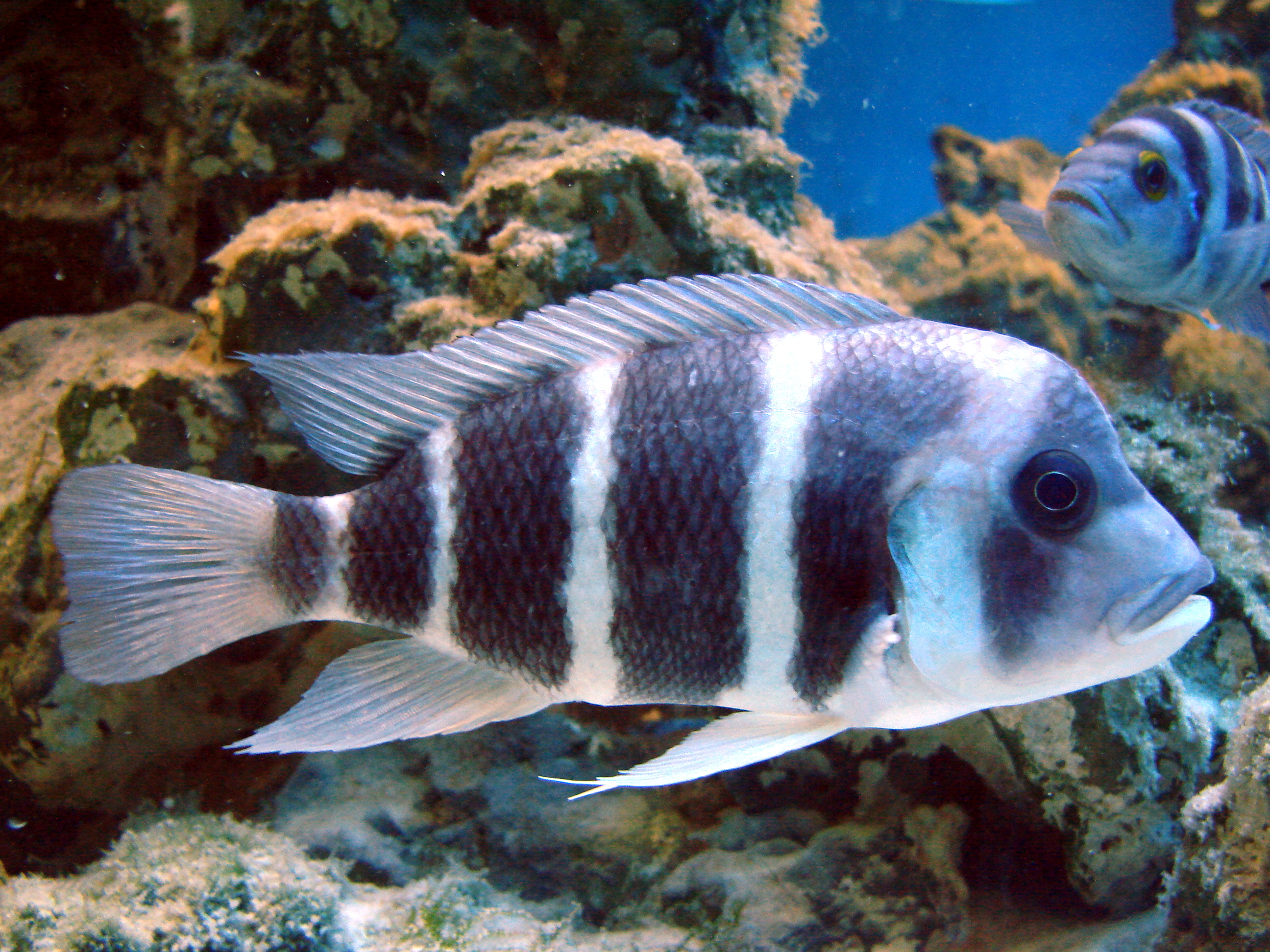
키포틸라피아 프론토사
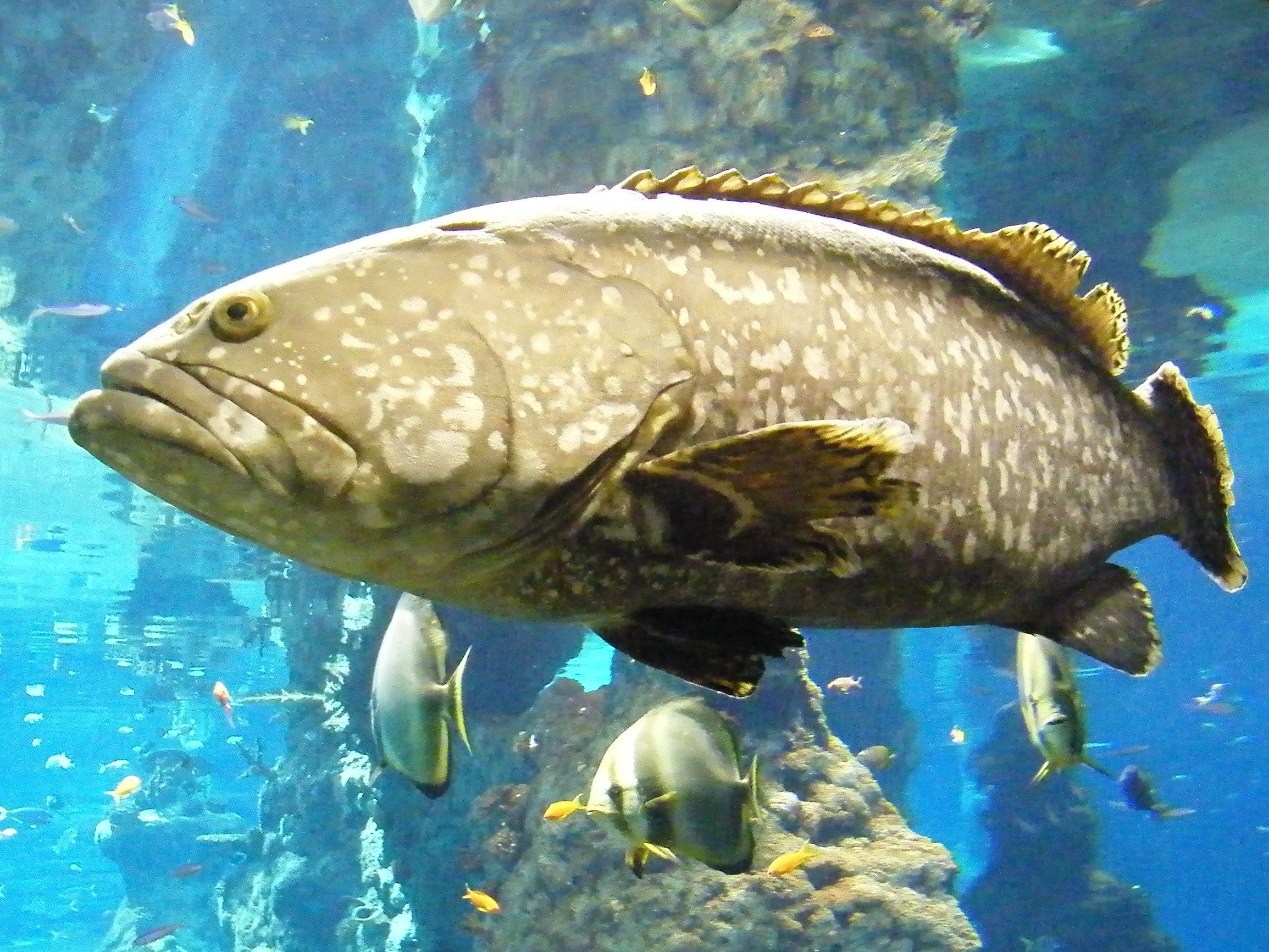
대왕바리